# Freimut (Vorname)
Freimut (selten auch Freimuth) ist ein männlicher Vorname.

## Herkunft und Benennung
Als Eigenname ist Freimut (mit Schreibvarianten Freimuth, Freymuth, Fremuth und Lautvariante Friemut(h)) seit mindestens dem 18. Jahrhundert als Vor- und Zuname verbreitet und gilt als neuzeitliche Analogiebildung zu älteren Namen des Typs Hartmut, Frod(e)mut, Almut. Im 19. Jahrhundert war Freimut bzw. Freimuth als Zuname ein beliebtes sprechendes Pseudonym von Schriftstellern, die damit signalisierten, dass der Inhalt ihrer Veröffentlichung um seiner Offenheit willen nur unter Pseudonym veröffentlicht werden könne.

## Namensträger

### Freimut
- Freimut Bodendorf (* 1953), deutscher Wirtschaftsinformatiker
- Freimut Börngen (1930–2021), deutscher Astronom
- Freimut Duve (1936–2020), deutscher Publizist und Politiker
- Freimut Götsch (* 1938), deutscher Schauspieler und Synchronsprecher
- Freimut Löser (* 1954), Professor für Deutsche Sprache und Literatur des Mittelalters
- Freimut Stein (1924–1986), deutscher Eiskunstläufer
- Freimut Wössner (* 1945), deutscher Cartoonist

### Freimuth
- Freimuth Bott (1943–2023), deutscher Fußballtorwart